# Болгарська національна олімпіада з астрономії
Болгарська національна олімпіада з астрономії (болг. Национална олимпиада по астрономия) — це конкурс для школярів, який проводиться в Болгарії. Це одна з небагатьох олімпіад в Болгарії, яка проводиться з предмета, що не вивчається або мало представлений у шкільній програмі.
Ідея організації олімпіади виникла в 1996 році. Її організовує Міністерство освіти і науки, Софійський університет Святого Климента Охридського , Інститут астрономії Болгарської академії наук та Національні астрономічні обсерваторії та планетарії в Болгарії.
Перша олімпіада була проведена в 1997/98 навчальному році, і з того часу вона проходила в три тури: перший — заочний, другий — обласний і третій — національний. Найкращі учасники отримують місце в розширеній національній команді з астрономії. Болгарська команда на Міжнародну астрономічну олімпіаду обирається з розширеного складу після додаткового відбіркового туру.
Результати лауреатів олімпіад визнаються як оцінки вступного іспиту в найкращі болгарські університети.